# گلشهر (مشهد)
گلشهر محله‌ای در شهر مشهد است. این محله در شرق مشهد قرار دارد و بیشتر جمعیت آن را مهاجران افغانستان تشکیل می‌دهند.
این محله در قدیم روستایی به نام «گلشن» بوده که به مرور زمان زمین‌های کشاورزی آن به منازل مسکونی اجاره‌ای تبدیل و قسمتی از شهر مشهد شد، این منطقه از اوایل انقلاب تاکنون جایگاه مهاجرین افغانستان بوده است.